# Микофаги
Микофаги — организмы, питающиеся плодовыми телами грибов. К микофагам относятся некоторые виды птиц, млекопитающих, насекомых, брюхоногих, нематод и даже одноклеточных. Некоторые из них специализируются исключительно на грибах, другие же — всеядны.

## Моллюски
Многие брюхоногие моллюски питаются грибами. В их список, к примеру, входят Philomycidae и Ariolimacidae (Ariolimax), которые питаются соответственно миксомицетами и базидиомицетами. Брюхоногие, в зависимости от вида, могут питаться такими грибами, как вёшенка, белый гриб, млечник и т. д. Некоторые виды специализируются на грибах, находящихся лишь на определённой стадии развития.

## Насекомые
В 2008 году было обнаружено, что муравьи вида Euprenolepis procera, обитающего в Юго-Восточной Азии, относятся к микофагам, и их рацион практически полностью состоит из грибов. Кроме того, ими питаются грибовики, плеснееды и чернотелки, хотя могут питаться и другой едой. Грибные комары и горбатки являются микофагами на личиночной стадии.

## Птицы
Кукша и канадская кукша являются микофагами. Причём кукша чаще всего питается грибами в начале зимы. Также грибы входят в рацион обыкновенного лирохвоста, шлемоносного казуара и других птиц.

## Млекопитающие
Специализируются на грибах семейство кенгуровые крысы и северная летяга. Также ими питаются лоси.
Известно, что в рацион по крайней мере 22 видов приматов, включая человека, бонобо, тонкотелых обезьян, горилл, лемуров, макак, игрунковых и верветок, входят грибы, однако эти грибы составляют лишь малую часть их рациона. Но такие виды, как пушистоухая игрунка, гельдиевая каллимико питаются ими гораздо чаще. Поскольку в тропических лесах грибы сравнительно редки по сравнению с плодами и листьями, это усложняет процесс их поиска.
Кроме того, некоторые грибы содержат в своём составе ядовитые вещества, поэтому среди млекопитающих количество микофагов не слишком велико.